# 島根県立松江南高等学校
島根県立松江南高等学校（しまねけんりつ まつえみなみこうとうがっこう、英称：Shimane Prefectural Matsue Minami High School）は、島根県松江市八雲台にある公立高等学校。通称「南高」（みなみこう）。

## 概要

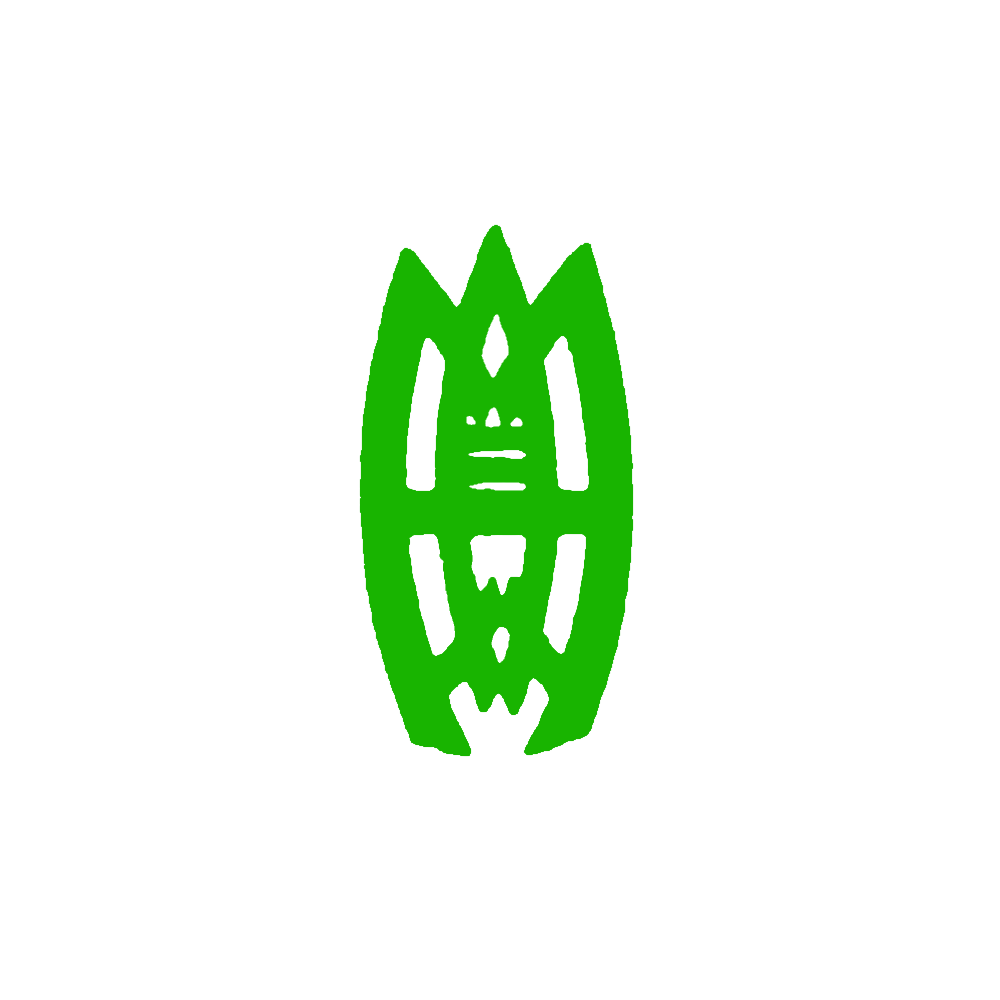
校章

歴史
1961年（昭和36年）に島根県立松江高等学校が南・北の2校に分割され、「島根県立松江南高等学校」として開校（北は島根県立松江北高等学校）。
設置課程・学科
全日制課程 2学科
- 普通科
- 探究科学科

PTAにより過年度生（卒業生）対象に補習科が設置されている。
分校
宍道分校（定時制課程 家政科）- 2010年（平成22年）の島根県立宍道高等学校の新設に伴い、2013年（平成25年）3月に閉校。
校訓
「質実剛健・創造進取・和敬共栄」
校章
創立時に当時の美術教諭により「南」「高」の二字を元にデザインされたもの。校則により男子は学生服の襟、女子はブレザーの上着の胸部分に校章をつけることになっている。
校歌
作詞は初代校長木島俊太郎、作詞は東京藝術大学名誉教授松本民之助による。歌詞は3番まであり、1番に校名の「松江の南」が登場する。
同窓会
校舎の建つ矢の原台にちなみ「矢の原会」と称している。
寮
青雲寮という寮が設置されている。所在地は松江市上乃木10丁目2番10号。

## 沿革
- 1949年（昭和24年）4月1日 - 高校三原則に基づく島根県内公立高等学校の再編が行われる。
  - 県立松江第一高等学校（男子校）・県立松江第二高等学校（女子校）・松江市立高等学校（女子校）が統合され、総合制高等学校「島根県立松江高等学校」が発足。
- 1954年（昭和29年）4月1日 - 定時制課程家庭科を設置（松江市立宍道中学校の校舎を一部借用）。
- 1959年（昭和34年）- 島根県立松江高等学校の二分化方針により校舎第1期建築工事に着手。
- 1961年（昭和36年）4月1日 - 島根県立松江高等学校を「島根県立松江北高等学校」と「島根県立松江南高等学校」に分離。
  - 学区を松江市橋南、八束郡宍道湖・大橋川以南の地区と決定。
  - 宍道町の定時制課程家庭科を宍道分校とする。
  - 初代校長に木島俊太郎が就任。
- 1963年（昭和38年） - 校舎が完成。
- 1964年（昭和39年）3月 - 第1回卒業式を挙行。同窓会「矢の原会」を創設。
- 1965年（昭和40年）- 男女併学を開始。
- 1966年（昭和41年） - PTAにより補習科が設置。
- 1967年（昭和42年）- 食堂が完成。
- 1969年（昭和44年）
  - 4月1日 - 理数科を設置。
  - 寄宿舎が完成。
- 1970年（昭和45年）- 創立10周年を記念し記念館が完成。
- 1971年（昭和46年）- 体育部室・合宿所が完成。
- 1972年（昭和47年）- 男女共学を再開。
- 1975年（昭和50年）- 柔剣道場を増設。
- 1976年（昭和51年）- 第3棟が完成。
- 1979年（昭和54年）- 財団法人「矢の原教育振興会」を創設。
- 1980年（昭和55年）- テニスコートが完成。
- 1981年（昭和56年）- 校庭一面化工事を完了。新体育館（現・第1体育館）が完成。
- 1983年（昭和58年）- 島根県立松江東高等学校の新設に伴い、学区を変更。
  - 松江市立第三中学校・松江市立第四中学校の一部が松江北高高校・松江東高校の学区となる。
- 1986年（昭和61年）-「清明の碑」を建立。
- 1987年（昭和62年）- 校名碑を建立。
- 1999年（平成11年）- 校舎改築工事に着手。
- 2000年（平成12年）- 新特別教室棟・新第2体育館が完成。
- 2002年（平成14年）- 新校舎が完成。
- 2020年（令和2年）- スーパーサイエンスハイスクール (SSH) に指定[1][2]。
- 2021年（令和3年） - 理数科募集停止。探究科学科設置。

## 部活動
サッカー部は1980年にインターハイで3位になっている。
- 運動部 - 水泳、陸上競技、バレーボール、バスケットボール、テニス、卓球、バドミントン、ハンドボール、柔道、剣道、サッカー、野球、空手道、ソフトテニス
- 文化部 - 文芸、科学、吹奏楽、写真、美術、書道、茶道、ESS、新聞、演劇、JRC、放送、囲碁・将棋、箏曲、フォークソング同好会、合唱

## 著名な出身者
- 岡秀夫−１期生、東京大学名誉教授
- 佐野史郎 - 俳優、ミュージシャン
- 山本恭司 - ギタリスト、BOW WOWリーダー
- 福島敦子 - アナウンサー
- 福島弓子 - アナウンサー、イチロー夫人
- 堀江清市 - 元NHK松江放送局アナウンサー
- 山根伸志 - 山陰放送アナウンサー兼野球選手
- 松浦正敬 - 前松江市長
- 石飛厚志 - 雲南市長
- 出口顕 ‐ 文化人類学者、島根大学名誉教授
- 玄田有史[3] - 東京大学社会科学研究所教授、紫綬褒章
- 嶋田暁文 - 九州大学大学院法学研究院教授、自治体学会副理事長
- 吉川徹 - 社会学者
- 安田善巳 - ゲームクリエイター、角川ゲームス代表取締役社長、フロム・ソフトウェア代表取締役会長
- 小前亮 - 小説家、歴史学者
- 角岳史 - 指揮者、音楽家、演出家
- 飛浩隆 - SF作家
- 興直孝 - 元内閣府政策統括官、元静岡大学学長、元広島大学副学長、日本海洋科学振興財団理事長
- 原田保夫 - 元復興庁事務次官、元国土交通審議官
- 藤井秀人 - 元日本政策投資銀行副社長、元財務事務次官
- 郷原信郎 - 名城大学教授、弁護士、元検察官
- 矢富盟祥 - 金沢大学名誉教授
- 太田充 - 財務省理財局長、財務事務次官
- 大庭誠司 - 元総務省消防庁次長
- 岩田健太郎 - 医師、神戸大学教授
- 中澤高清 - 東北大学名誉教授、元大気化学研究会会長、紫綬褒章
- 宮廻正明 - 日本画家、東京芸術大学名誉教授
- 上定昭仁 - 松江市長、元日本政策投資銀行米国現地法人CEO
- 仁島浩順 - 住友不動産社長
- そのだたつの助 - 漫画家。デビュー作『K.O.マサトメ』の舞台は南高をモデルとしており、校舎や校章のデザインがほぼ同じ。なお、現時点でで南高にボクシング部は存在していない。
- 速水雄一 - 政治家
- マツオヒロミ - イラストレーター
- 小村徳男 - プロサッカー選手
- しじみ - 女優
- 浜田真理子 - ミュージシャン
- 石川博康 - 気象予報士
- 桂弥っこ - 落語家
- 小幡美香 - 女将
- 西村和葉 - 女優、タレント、モデル

## アクセス
- 松江市営バス「南高校前」停留所
- JR乃木駅 徒歩30分